# Gruppo CAP
Gruppo CAP è una utility italiana fondata nel 1928 che gestisce i servizi di acquedotto, fognatura e depurazione nel territorio della Città metropolitana di Milano e in diversi altri Comuni delle province limitrofe.

## Descrizione
In quanto gestore unico del servizio idrico integrato, Gruppo CAP cura la captazione, il trattamento, la distribuzione e la depurazione delle acque. È attiva anche in settori come la trasformazione dei rifiuti e la produzione di energia rinnovabile tramite impianti fotovoltaici o impianti di produzione di gas presenti nei depuratori.
Ha sede a Milano ed è una società per azioni a capitale interamente pubblico partecipata dagli enti locali. È guidata da Yuri Santagostino in veste di Presidente.

## Attività
Territorio
- 2.5 milioni di abitanti
- 203 case dell'acqua

Acquedotto
- 133 comuni serviti
- 1873455 abitanti
- 6442 km di rete acquedottistica
- 713 pozzi

Fognatura
- 133 comuni serviti
- 1873455 abitanti
- 6615 km di rete fognaria e collettori

Depurazione
- 154 comuni serviti
- 2403643 abitanti
- 40 impianti di depurazione[4]